# Huangji (köpinghuvudort i Kina, Hubei Sheng, lat 32,31, long 112,13)
Huangji (kinesiska: 黄集, 黄集镇) är en köpinghuvudort i Kina. Den ligger i provinsen Hubei, i den centrala delen av landet, omkring 280 kilometer nordväst om provinshuvudstaden Wuhan. Antalet invånare är 69 289. Befolkningen består av 34 420 kvinnor och 34 869 män. Barn under 15 år utgör 16,0 %, vuxna 15-64 år 75 %, och äldre över 65 år 7,0 %.
Runt Huangji är det mycket tätbefolkat, med 3 895 invånare per kvadratkilometer. Närmaste större samhälle är Shiqiao, 15,4 km väster om Huangji. Trakten runt Huangji består till största delen av jordbruksmark.
Genomsnittlig årsnederbörd är 862 millimeter. Den regnigaste månaden är augusti, med i genomsnitt 146 mm nederbörd, och den torraste är januari, med 8 mm nederbörd.